# Aldeias (Gouveia)
Aldeias ist ein Ort und eine ehemalige Gemeinde (Freguesia) im portugiesischen Kreis Gouveia. Die Gemeinde hatte 327 Einwohner (Stand 30. Juni 2011).
Am 29. September 2013 wurden die Gemeinden Aldeias und Mangualde da Serra zur neuen Gemeinde União das Freguesias de Aldeias e Mangualde da Serra zusammengeschlossen. Aldeias ist Sitz dieser neu gebildeten Gemeinde.